# نوشی شومودیی
نوشی شومودیی (مجاری: Nusi Somogyi؛ ۳ مارس ۱۸۸۴ – ۸ اکتبر ۱۹۶۳) بازیگر اهل مجارستان بود.
از فیلم‌هایی که وی در آن‌ها نقش داشته است، می‌توان به چتر سنت پیتر و اورینت اکسپرس اشاره نمود.